# 肯特公爵夫人陵墓
肯特公爵夫人陵墓（英語：Duchess of Kent's Mausoleum）是維多利亞女王的母親肯特公爵夫人薩克森-科堡-薩爾費爾德的維多利亞公主的陵墓，位於伯克郡家庭公園的浮若閣摩爾莊園。陵墓於1975年10月獲列入英格蘭國家遺產列表為一級登錄建築；陵墓前方通往對岸小島的橋梁則為二級登錄建築。
肯特公爵夫人在生命的最後幾年間都居住在鄰近的浮若閣摩爾宮，而陵墓建築的頂部在原先的設計中是作為公爵夫人避暑別墅，底層則是她的安息地。公爵夫人此前曾提出將遺體埋葬在她兄長薩克森-科堡-哥達公爵恩斯特一世位於現德國城鎮科堡的陵墓。
她在避暑別墅建成前的1861年3月16日於浮若閣摩爾宮逝世，故別墅的頂層最終亦成為了公爵夫人陵墓的一部分，現在則放有一座公爵夫人的雕像，由威廉·蒂德在1864年製成。陵墓最終在公爵夫人離世三個月後的同年6月正式竣工，並於7月由時任牛津主教塞繆爾·威爾伯福斯祝聖。放有公爵夫人遺體的花崗岩石棺在其去世後曾短暫停靈於聖喬治禮拜堂，後於8月入葬陵墓。

## 設計
建築師A·J·亨伯特在重新設計位於奧斯本莊園附近的聖米爾德里德教堂後得到維多利亞女王的注意，將肯特公爵夫人陵墓交給他負責興建，陵墓的設計工作則是由路德維希·格魯納教授（Ludwig Gruner）負責。陵墓的設計靈感來源於尼可拉斯·霍克斯穆爾在霍華德城堡建造的霍華德陵墓（Howard Mausoleum）和位於羅馬金山聖伯多祿堂、由多納托·伯拉孟特建造的坦比哀多小堂。
英格蘭歷史建築和古蹟委員會在將其列入登錄建築時，描述陵墓為帶有「濃重的法國新古典主義晚期」風格的建築。建築由波特蘭石構建而成，帶有一個以欄杆圍繞、帶稜紋的銅製圓頂。陵墓的圓形大廳外圍是16座10英尺（3）高、以來自彭林的康沃爾花崗岩製成的愛奧尼柱，柱頭和底座則為銅質。通往陵墓的主要通道是橫跨前方湖泊的一座橋梁，建有兩段帶欄杆的台階。
陵墓內部裝飾有格魯納教授繪製的紋章，上方的天花板則是飾有星星的藍色玻璃穹頂。